# Susanne Freund (Drehbuchautorin)
Susanne Freund (* 15. März 1954 in Wien als Susanne Egginger) ist eine österreichische Drehbuchautorin und Regisseurin.
Freund besuchte das Bundesgymnasium Zirkusgasse im 2. Wiener Gemeindebezirk Leopoldstadt und studierte anschließend Chemie an der Universität Wien. Nach dem Studienabschluss war sie ab 1979 für Organisation und PR-Arbeit in der Künstlergemeinschaft Werkhaus Wien zuständig; ab 1984 arbeitete sie in verschiedenen Bereichen bei Film- und Theaterproduktionen; seit 1990 ist als Drehbuchautorin und Regisseurin tätig.
Ihr Film I’m a bad guy wurde 2018 auf dem Internationalen Dokumentarfilmfestival München als bester deutschsprachiger Film  ausgezeichnet.

## Filmographie (Auswahl)
- 1991: Kobalek (Dokumentation; Drehbuch, Regie und Produktion)
- 1992: Das heimliche Fest (Dokumentation; Drehbuch, Regie und Produktion)
- 1993: Der lange Schatten der Melancholie (Dokumentation; Drehbuch und Regie)
- 1994: Vorwärts (Dokumentation; Drehbuch und Regie)
- 1995: Kybern-Ethik (Dokumentation; Drehbuch und Regie)
- 1995: Bankett (Spielfilm; Drehbuch)
- 1996: Im Namen Gottes (Dokumentation; Drehbuch und Regie)
- 1996: Die Mühlkommune (Spielfilm; Drehbuch)
- 1996: Papa allein zuhaus (Dokumentation; Drehbuch und Regie)
- 1997: Geschichten vom Kaisermühlenblues (Dokumentation; Drehbuch und Regie)
- 1998: Der Überfall (Spielfilm; Drehbuch mit Florian Flicker)
- 1998: Stumme Zeugen (Dokumentation; Drehbuch und Regie)
- 1998: Manege schön (Dokumentation; Drehbuch und Regie)
- 1999: Polt muß weinen (TV-Spielfilm; Drehbuch)
- 1999: Blauer Dunst (Dokumentation; Drehbuch und Regie)
- 2001: Die Gottesanbeterin (Spielfilm; Drehbuch mit Gerda E. Grossmann)
- 2001: Zwölfeläuten (TV-Spielfilm; Drehbuch)
- 2001: Kommissar Rex – Das Donaukrokodil (TV-Serie; Drehbuch)
- 2003: Dallas Pashamende (Spielfilm; Drehbuch mit Géza Csemer und Robert Adrian Pejo)
- 2003: Blatt und Blüte – Teil 2 (TV-Spielfilm; Drehbuch)
- 2004: Shadow of the Sword – Der Henker (Spielfilm; Drehbuch)
- 2004: Molly und Mops (TV-Spielfilm; Drehbuch)
- 2004: 8 × 45 Das Eis bricht (TV-Serie; Drehbuch mit Falk Schweikhardt)
- 2006: Die Geschworene (TV-Spielfilm; Drehbuch)
- 2006: Big Alma (Dokumentation; Drehbuch und Regie)
- 2007: Annas zweite Chance (TV; Coautorin von Sascha Bigler)
- 2008: Der erste Tag (TV-Spielfilm; Drehbuch)
- 2008: Die Alpenklinik – Teil 4 (TV-Serie; Drehbuch)
- 2009: Furcht und Zittern (Spielfilm; Drehbuch mit Reinhard Schwabenitzky)
- 2009: Die Alpenklinik – Teil 5 (TV-Serie; Drehbuch)
- 2010: Der Wettbewerb (TV-Spielfilm; Drehbuch mit Katarina Bali, Ines Häufler)
- 2010: Die Alpenklinik – Teil 6 (TV-Serie; Drehbuch)
- 2011: Das Traumhotel – Malediven (TV-Serie; Drehbuch)
- 2014: Landkrimi – Steirerblut (TV-Spielfilm; Drehbuch mit Wolfgang Murnberger)
- 2014: Clara Immerwahr (TV-Spielfilm; Drehbuch)
- 2015: Landkrimi – Der Tote am Teich (TV-Spielfilm)
- 2018: I’m a bad guy (Dokumentation, Regie und Drehbuch)